# Wolfs - Lupi solitari
Wolfs - Lupi solitari (Wolfs) è un film del 2024 scritto e diretto da Jon Watts.

## Trama
Margaret, procuratrice distrettuale di Manhattan, conosce un giovane al bar dell'hotel dove alloggia. I due vanno in camera da letto e lui muore cadendo su un carrello di vetro dopo esser saltato dal letto. Chiama dunque un numero che le è stato dato proprio per emergenze del genere e in poco tempo si presenta un faccendiere che possa sbarazzarsi del ragazzo. L'attività di ripulitura della scena viene presto interrotta da un secondo fixer inviato invece dalla proprietaria dell'hotel, Pam, che ha visto tutto tramite telecamere nascoste. Per proteggere la reputazione dell'hotel e la carriera di Margaret, le due donne esortano entrambi gli uomini a collaborare, ma tra questi non sembra correre buon sangue. Non possono però rifiutare, essendo anche loro sui filmati di sorveglianza e quindi a forte rischio di compromissione; con riluttanza, uniscono dunque le forze.
A Margaret vengono forniti un alibi e vestiti nuovi, così può andare a casa. I due uomini trovano poi una grande scorta di droga nella borsa del ragazzo, che Pam impone di restituire ai proprietari originali per evitare ulteriori guai. Peraltro, mentre spostano il corpo del giovane nell'auto dell'uomo di Margaret, scoprono che il ragazzo è ancora vivo ma in overdose. Dopo averlo nascosto nel bagagliaio lo portano da June, una dottoressa che ha una storia con entrambi i fixer, ma il giovane scappa e viene riacciuffato dopo un inseguimento notturno per tutta la città. In un successivo interrogatorio egli rivela che aveva accettato di consegnare la droga come favore al suo amico Diego, ma che si era fatto convincere da Margaret a salire in camera con lei perché desideroso di provare sostanze stupefacenti.
Il luogo della consegna verrà inviato al cercapersone di Diego, custodito in un locale. Qui il giovane trova il dispositivo ma i due faccendieri vengono riconosciuti da Dimitri, un pericoloso mafioso croato. Si salvano fortuitamente e, in una tavola calda, deducono che il boss della droga Lagrange, datore di lavoro di Diego, ha probabilmente rubato la spedizione ad alcuni malavitosi albanesi e che il giovane è stato incastrato. Sebbene si aspettino che questi venga ucciso, accettano di lasciargli fare la consegna e il cercapersone riceve infine l'indirizzo per soddisfare l'incarico.
Il giovane entra nel magazzino di Lagrange, dove gli albanesi stanno per tendere un'imboscata. I fixer, che sorvegliavano lo svolgersi degli eventi, vengono quindi attaccati dalle guardie del corpo di Dimitri ma le uccidono e si dirigono all'interno, dove gli uomini di Lagrange e gli albanesi si sono intanto ammazzati a vicenda. Il ragazzo è sopravvissuto essendosi nascosto nel bagagliaio di un'auto, e i due uomini decidono di non ucciderlo anche se potrebbe, in futuro, riconoscerli o denunciarli.
Facendo colazione in un diner a Brighton Beach i faccendieri hanno ormai stretto un bel legame grazie a molte cose che hanno scoperto accomunarli. Riavvolgendo il nastro su quanto avvenuto, intuiscono infine che siano stati entrambi ingaggiati dalla stessa persona perché destinati a essere eliminati nel corso della notte ormai trascorsa. Fuori dal locale si avvicinano quindi alcuni sicari; i due uomini promettono di svelarsi a vicenda i nomi se usciranno vivi anche da quella trappola, poi aprono il fuoco.

## Promozione
Il primo teaser trailer del film è stato diffuso il 28 maggio 2024 insieme alla versione italiana, mentre il trailer esteso il giorno seguente, 29 maggio.

## Distribuzione
La pellicola è stata presentata in anteprima assoluta fuori concorso all'81ª Mostra internazionale d'arte cinematografica di Venezia il 1° settembre 2024 e distribuita nelle sale nordamericane per una settimana dal 20 settembre, e subito dopo in mondovisione su Apple TV.

## Accoglienza

### Critica
Su Rotten Tomatoes 179 critici esprimono un gradimento del 67%, con un voto medio di 5.9/10; su Metacritic il voto medio di 51 critici è 60/100.
Per Simone Emiliani, che ha recensito il film su Sentieri Selvaggi, il lavoro di Jon Watts «strizza l’occhio a Soderbergh e i Coen, ma resta solo un giochino appiattito da streaming Apple di cui ci si stanca presto».
Per Claudia Catalli di Wired, invece, «i due divi non inventano nulla di nuovo, ma sanno divertirsi e divertire». Mauro Donzelli di Comingsoon.it spiega che è «inutile star troppo a seguire la trama, meglio abbandonarsi al flusso e farsi un bel po’ di risate e godere di una buona scrittura e la giusta dose d’azione».

## Sequel
Prima ancora che il film fosse distribuito, ne è stato annunciato un sequel. Il progetto è stato poi cancellato dallo stesso Watts poiché in disaccordo con Apple circa la distribuzione di Wolfs tra sale cinematografiche e streaming.